# Otto Strasser
Otto Johann Maximilian Strasser (10 de setembro de 1897 em Bad Windsheim – 27 de agosto de 1974 em Munique) foi um político alemão e membro do Partido Nazista, que, juntamente com seu irmão Gregor Strasser, foram os líderes do strasserismo, uma vertente do nazismo que ia contra as ideias de Adolf Hitler, funcionando como um grupo secreto durante o exílio dos mesmos na Segunda Guerra Mundial.

## Biografia

### Primeiros anos
Otto Strasser era o terceiro de cinco filhos do advogado e funcionário público bávaro Peter Strasser (1855-1928) e sua esposa Pauline Strobel (1873-1943). Em agosto de 1914, se juntou ao Exército da Baviera para lutar na Primeira Guerra Mundial. Em novembro de 1917, foi condecorado com a Cruz de Ferro de Primeira Classe. Quando estava no exército, ele foi apelidado de "o tenente vermelho" pois era assinante de uma revista social-democrata. Em 1921, depois concluir seu doutorado em ciência política na Universidade de Würzburg, começou a trabalhar no Ministério da Agricultura do Reich em Berlim como oficial assistente, onde permaneceu até 1922 ou 1923 e depois passou a trabalhar no setor privado.

### Militância no Partido Nacional-Socialista dos Trabalhadores Alemães
No dia 20 de novembro de 1925, ingressou no Partido Nacional-Socialista dos Trabalhadores Alemães (PNSTA), onde juntamente com seu irmão, lideraria a ala social revolucionária do partido. Os Irmãos Strasser tinham forte influência sobre o PNSTA em Berlim, que tinha um perfil ideológico diferente do PNSTA do sul da Alemanha, que tinha maior sintonia com as ideias de Adolf Hitler.
Em 1º de março de 1926, Strasser passou administrar a editora "Kampfverlag", que fora fundada por seu irmão. Essa editora era a porta-voz da ala social-revolucionária do PNSTA.
No final da década de 1920, os conflitos entre os Irmãos Strasser e a liderança do partido se acentuaram. Em 22 de maio de 1930, Hitler fez uma oferta para comprar a "Kampfverlag", que não foi aceita por Otto. Em represália, diversos apoiadores dos Irmãos Strasser foram destituídos de cargos no PNSTA. Insatisfeito, no 4 dia de julho de 1930, Otto deixou o PNSTA, publicando o panfleto "Die Sozialisten verlassen die NSDAP" (Os Socialistas devem se retirar do PNSTA).
Nesse panfleto, Otto criticou, dentre outras coisas, a falta de apoio do nacional-socialismo a Mahatma Gandhi e a luta pela Independência da Índia. Por outro lado, seu irmão Gregor preferiu continuar dentro do partido e continuar a luta interna. Gregor preferiu distanciar-se publicamente de Otto e assegurar a Hitler sua total lealdade.
Em setembro de 1931, Otto fundou o "Kampfgemeinschaft Revolutionärer Nationalsozialisten" (Grupo de Combate dos Nacional-Socialistas Revolucionários) (KGRNS) com alguns apoiadores, incluindo Bruno Ernst Buchrucker. Depois disso, tentou conquistar nacional-socialistas insatisfeitos e integrantes, simpatizantes do Partido Comunista Alemão e também apareceu em eventos de discussão pelos anarquistas.

### Exílio
No dia 15 de fevereiro de 1933, duas semanas após a tomada do poder pelos nazistas, o KGRNS foi banido pelo novo governo. Imediatamente, Otto emigrou para a Áustria e depois foi para Praga (República Tcheca), onde a proteção policial o ajudou a sobreviver a várias tentativas de assassinato pela Gestapo.
Até o final de 1933, Otto manteve contato com Rudolf Küstermeier e outros integrantes do grupo de resistência socialista de esquerda: "Roter Stosstrupp" (Esquadrão de assalto vermelho).
No dia 30 de junho de 1934, seu irmão Gregor foi assassinato durante a Noite das Facas Longas. No 3 de novembro de 1934, foi privado da cidadania alemã.
Em Praga liderara a Frente Negra, que publicava jornais e panfletos e operava uma rádio clandestina de ondas curtas. No dia 25 de janeiro de 1935, o transmissor foi destruído por um ataque terrorista organizado pelas Sicherheitsdienst (SS). Otto foi julgado por operar uma estação de rádio ilegal e condenado a meio ano de prisão, mas não teve de cumprir a pena devido à intervenção do Ministro da Justiça da Checoslováquia.
Também em janeiro de 1935, Otto enviou sua esposa grávida e sua filha de três anos para a ilha grega de Samos, onde, no dia 25 de maio, nasceu seu filho Gregor, nome dado em homenagem ao seu irmão que fora assassinado.
Em 1938, Otto, juntamente com Kurt Hiller, publicou a "Declaração de Praga", um manifesto nacional-revolucionário que se manifestou contra Hitler e por uma nova Alemanha. No outono de 1938, Otto emigrou para a Suíça, onde sua família vivia desde meados de 1935. Na Suíça continuou a ser perseguido pela Gestapo, tendo a polícia suíça evitado pelo menos dois atentados contra a sua vida. Em 1939, foi acusado de ter participado da tentativa de assassinato contra Adolf Hitler, que fora executada por Georg Elser. Nesse contexto, emigrou para Portugal, onde foi viver, com a ajuda de seu irmão Paul (1895-1981), escondido em um mosteiro beneditino, mas sua família continuou a viver na Suíça.
Em 1940, publicou, em francês, suas memórias das lutas faccionais dentro do partido nazista antes de 1933: "Hitler et moi" (Hitler e Eu), posteriormente (1948), publicadas em alemão sob o título: "Hitler und ich". Entre 1940 e 1946, teve um relacionamento com a germano-espanhola Margarita Senger, esposa do ministro da Saúde do governo da Segunda República Espanhola, Juan Planelles, que havia fugido para a União Soviética. Em 1941, com a ajuda de agentes britânicos, emigrou para o Canadá.
No Canadá, Otto:
- continuou a fazer campanhas contra o PNSTA por meio de livros, revistas e folhetos. Além de denunciar Hitler para o público no exterior, Otto tentava fazer com que suas publicações circulassem clandestinamente na Alemanha;
- continuou a defender o modelo político de um socialismo de base nacional (de acordo com o ensaio "Aufbau des Deutschen Sozialismus" publicado em 1932 e complementado em 1936) e a acusar Hitler de trair o verdadeiro nacional-socialismo e a denunciar os assassinatos durante a Noite das Facas Longas, especialmente o de seu irmão Gregor;
- fundou o "Free German Movement" (Movimento Alemão Livre), que pretendia promover a luta armada contra o regime nazista a partir dos exilados e alemães que viviam no exterior.

### Retorno à Alemanha
Após a guerra, dissolveu o "Movimento Alemão Livre" e, em 1948, fundou o "Bund für Deutschlands Erneuerung" (Liga para a Renovação da Alemanha), que propagava um retorno aos valores cristãos e um parlamento profissional. Em novembro de 1954, após uma longa batalha jurídica, obteve o direito de retornar à Alemanha, por decisão do Tribunal Administrativo Federal da Alemanha e, somente, no dia 16 de março de 1955, retornou ao país.
Tentou reingressar nas atividades políticas por meio do "Deutsch-Soziale Union" (fundado em 1956 - extinto em 1962), que se opunha à influência dos Estados Unidos na Alemanha Ocidental, mas o partido não obteve muita adesão e foi dissolvido. Em 1962, ele escreveu um resumo de suas atividades políticas sob o título: "Faschismus" (Fascismo). Neste livro, descreveu as visões de mundo de Hitler e Mussolini e contrastou sua própria visão de "socialismo" com o "fascismo". Em 1969, publicou sua própria versão do "Mein Kampf" (com prefácio de Gerhard Zwerenz). Esse livro foi comercializado como uma autobiografia. Em 1971, realizou uma turnê de palestras nos Estados Unidos, onde falou para um total de 10 000 pessoas e encontrou grande interesse da mídia. Em 1973 casou-se com Hilde-Renate Möller, com quem já vivia há alguns anos.

## Obras
- "Entwicklung und Bedeutung der deutschen Zuckerrübensamenzucht" (Desenvolvimento e importância do melhoramento de sementes de beterraba açucareira alemã) o. O. o. J. DNB 571267017 (dissertação de ciências jurídicas e políticas Universidade de Würzburg 1921, 92 páginas);
- "Aufbau des deutschen Sozialismus" (Construção do socialismo alemão). Wolfgang-Richard-Lindner-Verlag, Leipzig 1932;
- "Die deutsche Bartholomäusnacht". Reso-Verlag,[29] Zürich 1935;
- "Wohin treibt Hitler? Darstellung der Lage und Entwicklung des Hitlersystems in den Jahren 1935 und 1936" (Para onde vai Hitler? Apresentação da situação e desenvolvimento do sistema Hitler nos anos de 1935 e 1936). Verlag Heinrich Grunov, Praga I 1936;
- "Hitler tritt auf der Stelle. Oxford gegen Staats-Totalität. Berlin – Rom – Tokio. Neue Tonart in Wien. NSDAP-Kehraus in Brasilien." (Hitler pisa no local. Oxford vs. Totalidade do Estado. Berlim – Roma – Tóquio. Nova chave em Viena. Casa arrumada do NSDAP no Brasil). Die dritte Front VOL. 6. Grunov, Praga 1937;
- "Kommt es zum Krieg?" (Vai para a guerra?) (= Série de publicações periódicas da "Deutschen Revolution", Vol 3), Grunov, Praga 1937.
- "Europa von morgen. Das Ziel Masaryks" (Europa de amanhã. O objetivo de Masaryk). In: Weltwoche, Zürich 1939;
- Hitler und Ich (Hitler e eu) (= Asmus-Bücher, vol 9). Johannes-Asmus-Verlag, Konstanz 1948.
- "Der Faschismus. Geschichte und Gefahr" (O fascismo. História e Perigo) (= Politische Studien, Vol 3). Olzog, München (u. a.) 1965.
- "Mein Kampf. Eine politische Autobiographie" (Minha luta - uma autobiografia política) (= Streit-Zeit-Bücher, Vol 3). Heinrich Heine Verlag, Frankfurt am Main 1969.